# Expedición Río Mackenzie

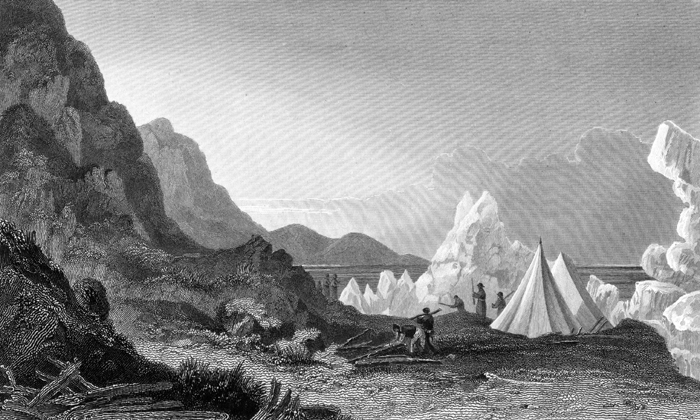
Las orillas del mar de Beaufort, ilustradas por George Back

La expedición del río Mackenzie (en inglés: Mackenzie River expedition) de 1825 a 1827 fue la segunda de las tres expediciones al Ártico dirigidas por el explorador John Franklin y organizadas por la Royal Navy. Su objetivo era la exploración de la costa de América del Norte entre las desembocaduras de los ríos Mackenzie y Coppermine y el estrecho de Bering, en lo que hoy es Alaska, Yukón, los Territorios del Noroeste y Nunavut. Franklin estuvo acompañado por George Back y John Richardson, con quienes había colaborado anteriormente en la desastrosa expedición Coppermine de 1819-1821. A diferencia de la expedición anterior de Franklin, ésta tuvo un gran éxito y dio como resultado la cartografía de más de 1000 km de nueva costa entre el río Coppermine y la bahía Prudhoe, en Alaska, un área que hasta entonces había permanecido en gran parte inexplorada por los europeos.

## Contexto

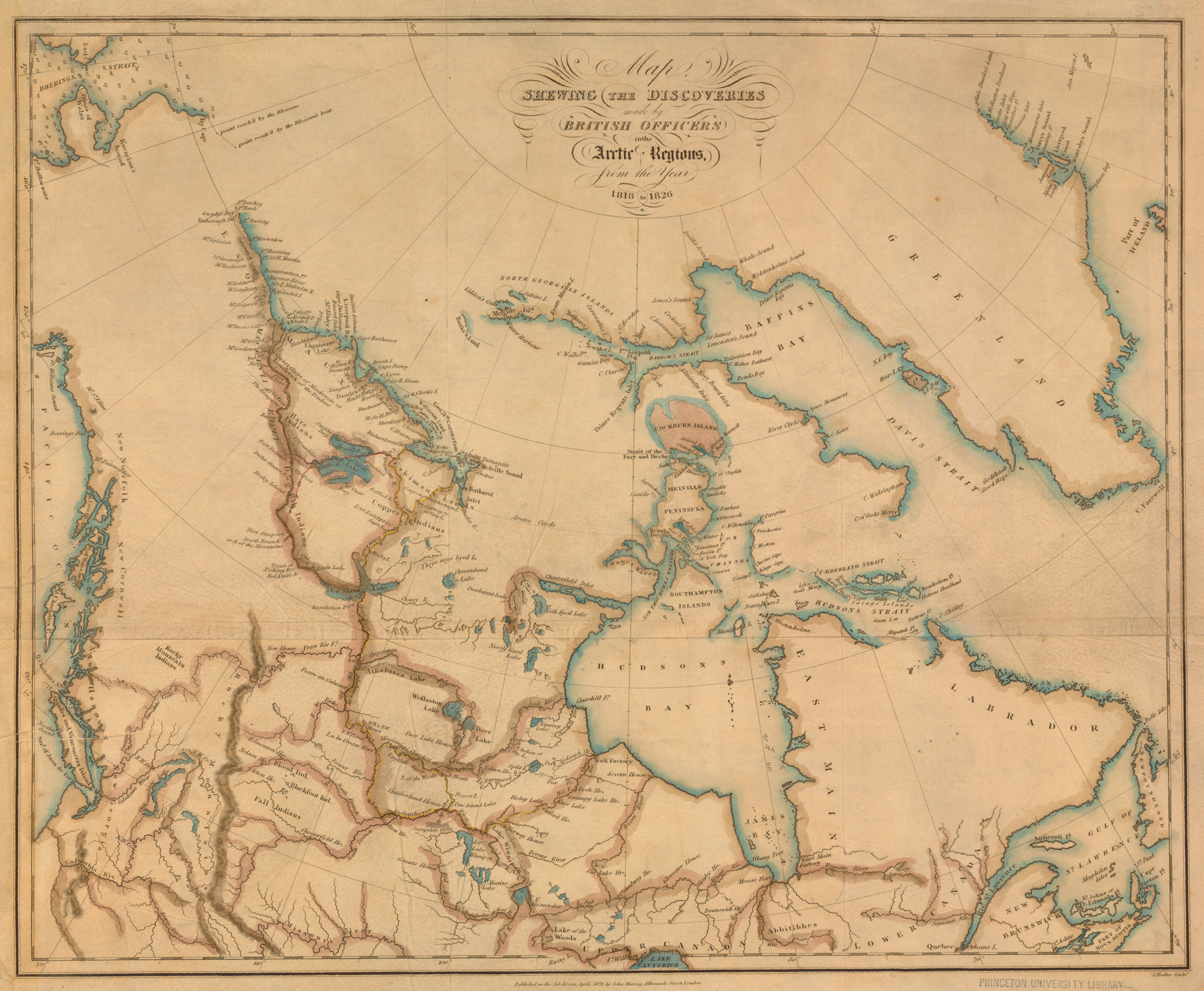
Mapa que muestra la exploración británica del Ártico hasta el año 1828

El Paso del Noroeste, una supuesta ruta marítima hacia el océano Pacífico a través del océano Ártico, había sido buscado durante mucho tiempo por los exploradores europeos como posible ruta comercial hacia Asia Oriental y las Indias Orientales. Durante la Era de la Exploración, la supuesta existencia del pasaje motivó gran parte de la exploración europea en América del Norte. A principios del siglo XIX, la Royal Navy, que había crecido hasta alcanzar proporciones sin precedentes durante las Guerras Napoleónicas, centró gran parte de su atención en el descubrimiento del pasaje. Bajo la influencia de sir John Barrow, la Royal Navy patrocinó muchas expediciones al Ártico, incluidas las dirigidas por John Ross, William Edward Parry, James Clark Ross y John Franklin. Durante los siguientes cincuenta años, la Royal Navy dominó los mares árticos.
El propio Franklin era en ese momento un marino experimentado, que había servido en la Royal Navy desde adolescente y que había estado presente durante la batalla de Trafalgar en 1805. En 1819, fue elegido para liderar una expedición cuya intención era cartografiar la costa septentrional del continente norteamericano hacia el este desde la desembocadura del río Coppermine. La expedición Coppermine había sido, desde cualquier punto de vista objetivo, un desastre; Franklin fracasó por completo en su fin de cartografiar una sección suficiente de la costa ártica, y la mitad de su grupo de 22 personas murió en el transcurso del viaje. A pesar de los decepcionantes resultados de la expedición, a su regreso a Gran Bretaña, Franklin fue elogiado como un héroe y ascendido a post-capitán en 1822. Al año siguiente comenzó a planificar otra expedición al Ártico, con la intención, esta vez, de utilizar el río Mackenzie como ruta principal de viaje de la expedición.
El mismo Franklin ideó el itinerario de la expedición, que fue aceptado por el Almirantazgo en otoño de 1823. De acuerdo con sus instrucciones oficiales, primero pasaría el verano de 1825 viajando al Gran Lago del Oso a través de las rutas comerciales habituales, donde se habrían construido los cuarteles de invierno del grupo. A partir de la primavera de 1826, Franklin descendería el río Mackenzie hasta su desembocadura, donde luego dividiría la partida. Un destacamento más pequeño, dirigido por Richardson, debía cartografiar la costa intermedia entre los ríos Mackenzie y Coppermine. El propio Franklin viajaría hacia el oeste a lo largo de la costa con el objetivo final de alcanzar el cabo Icy, el extremo norte del mar de Bering. A partir de ahí, Franklin tendría la opción de reunirse con el HMS Blossom bajo el mando de Frederick William Beechey o regresar al cuartel de invierno del grupo, más tarde conocido como Fort Franklin y hoy como Délı̨nę, en el Gran Lago del Oso. En caso de encontrarse con Beechey, Franklin sería transportado a las islas Sandwich (ahora islas hawaianas) o a Cantón, tras lo cual emprendería su propio camino de regreso a Inglaterra.

## Preparativos

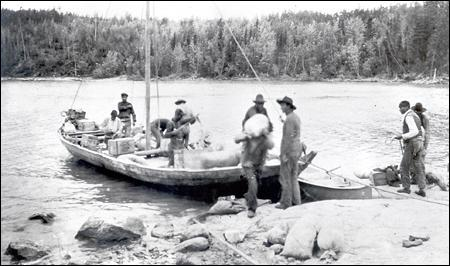
Un barco York similar a los barcos utilizados durante la expedición

A pesar del mal resultado de su expedición anterior, Franklin había aprendido varias lecciones clave que conducirían al éxito futuro de la expedición al río Mackenzie. En su opinión, el punto débil de la expedición Coppermine había sido su dependencia de la ayuda exterior. Sus preparativos no se completaron con la suficiente antelación y dependió demasiado de los comerciantes de pieles, de los voyageurs y de las Primeras Naciones, todos ellos resultaron mucho menos comunicativos de lo previsto. Aplicando este conocimiento a su nueva expedición, Franklin buscó depositar una mayor confianza en el personal naval británico y, lo más importante, llevar suministros suficientes para la duración del viaje. La reciente unión de la North West Company y la Hudson's Bay Company, y el consiguiente cese del, hasta esa fusión, casi constante estado de conflicto entre ambas compañías, también significó que cualquier asistencia anticipada sería mucho más probable que se materializara.
Los suministros se transportarían desde la York Factory al interior del continente a partir de 1824. Mientras aún estaba en Gran Bretaña, Franklin supervisó la construcción de las embarcaciones de la compañía. Aunque las canoas de corteza de abedul eran el estándar de facto para viajar a lo largo de las vías navegables internas de América del Norte, Franklin las consideró no aptas para la navegación en las aguas abiertas del océano Ártico. Por ello, encargó la construcción de tres embarcaciones de fresno y caoba, la mayor de las cuales tenía 8 m de eslora y era capaz de transportar 2,7 t de equipaje. Los instrumentos de navegación incluían un sextante, altímetros y un telescopio. Los suministros incluían tabaco, alcohol, tiendas de campaña, libros, papel, instrumentos de pesca, mantas, ropa, pistolas, cuchillos y hachas; gran parte de los suministros de la compañía estaban destinados a comercializarse con las comunidades locales de las Primeras Naciones.

## Eventos de la expedición

### Salida y primera temporada.

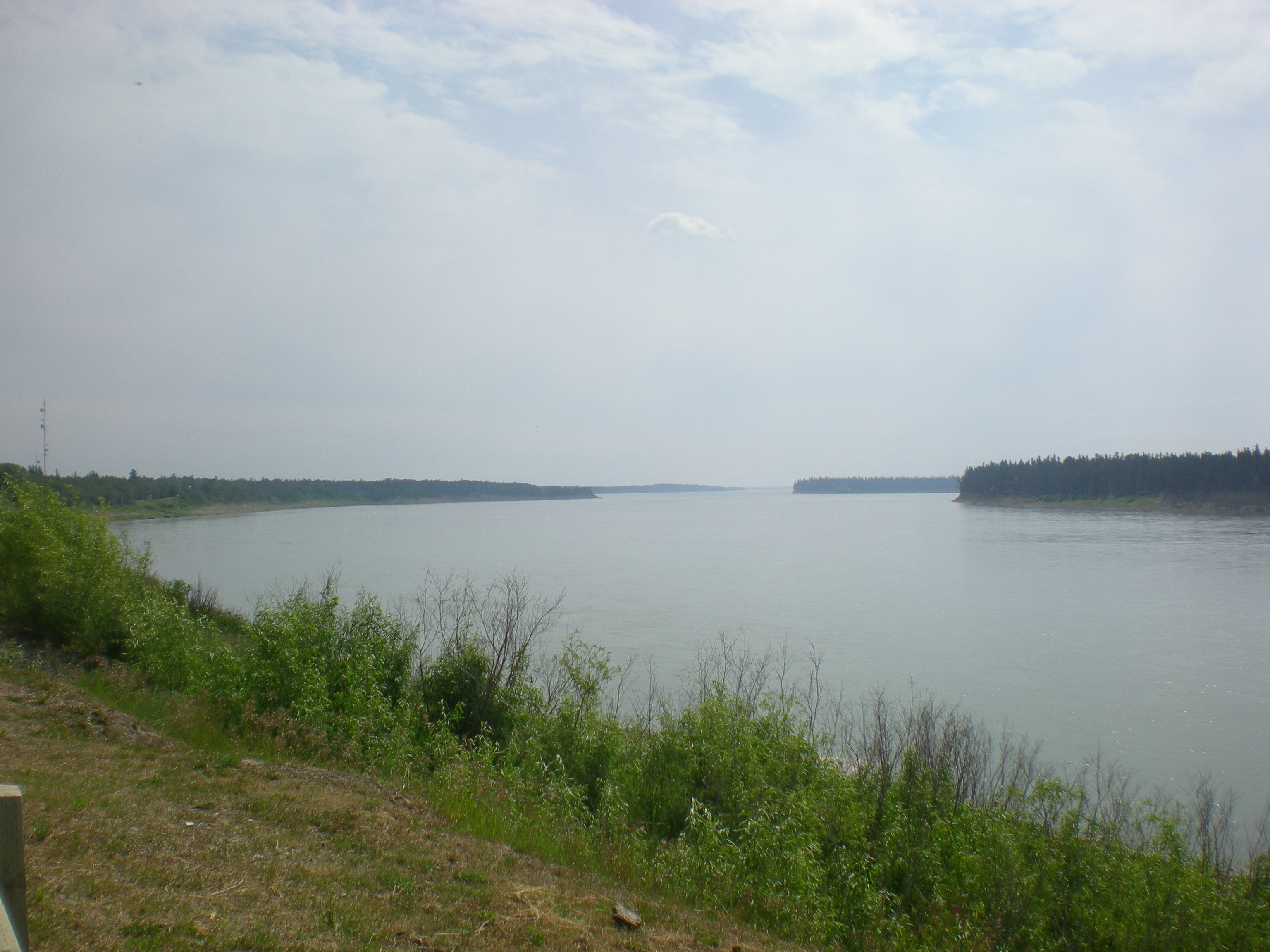
Cerca de las cabeceras del río Mackenzie

Franklin y los demás oficiales navales, incluidos Back y Richardson, partieron de Liverpool el 16 de febrero de 1825. Desembarcaron en la Ciudad de Nueva York el 15 de marzo y luego siguieron rutas de viaje estándar a través del estado de Nueva York, a través del río Niágara y del lago Ontario, luego a través del Alto Canadá hasta Fort William a orillas del Lago Superior. Después de atravesar numerosos lagos y sistemas fluviales, el grupo llegó a Cumberland House en el río Saskatchewan el 15 de junio. Desde allí llegaron al portaje Methye, principalmente a través del sistema del río Churchill. Simultáneamente, la mayoría de los suministros de la expedición fueron enviados desde la York Factory en la bahía de Hudson río arriba por el río Hayes, y llegaron a los funcionarios en el portaje Methyeel 29 de junio.
El grupo descendió por los ríos Clearwater y Athabasca y llegó a Fort Chipewyan el 15 de julio. El ritmo expedito del grupo se puede atribuir a sus intensos esfuerzos de remo: durante su último avance hacia el Gran Lago del Esclavo, habían estado remando durante treinta y seis de las treinta y nueve horas anteriores. En Fort Resolution, Franklin se reunió con Keskarrah, hermano mayor del amigo y exaliado de Franklin, Akaitcho, y Humpy de los Yellowknives (indios Coppermine). Después de navegar por la costa sur del Gran Lago del Esclavo, el grupo llegó a la cabecera del río Mackenzie el 3 de agosto, que a partir de entonces sería su ruta hacia el océano Ártico.
La partida comenzó su descenso por el Mackenzie, alcanzando su confluencia con el «río de las Montañas» (probablemente el río Liard) el 4 de agosto. Al fuerte Norman, ahora Tulita, se llegó el 7 de agosto, habiendo recorrido el grupo 423 km en tres días. En fuerte Norman, al darse cuenta de que su rápido ritmo les daba tiempo adicional para la exploración, Franklin optó por embarcarse en un reconocimiento preliminar hasta la desembocadura del río Mackenzie, mientras que el resto del grupo continuaría hasta el Gran Lago del Oso para supervisar la construcción de sus cuarteles de invierno. El objetivo de esta empresa era principalmente encontrar la mejor ruta hacia el mar, además de establecer relaciones amistosas con los nativos inuit. Acompañado por el asistente del topógrafo Edward Nicholas Kendall y por Tatannuaq, un intérprete de inuk, Franklin partió el 8 de agosto.
Durante su descenso se encontraron con varios grupos de Primeras Naciones, algunos de los cuales se unieron a ellos durante una parte del viaje. Se llegó al delta del Mackenzie el 13 de agosto, tras lo cual el grupo comenzó a explorar el archipiélago de islas que rodean la desembocadura del río. La mayor parte de su primera navegación por el mar estuvo plagada de una intensa niebla que impedía la observación astronómica. Después de completar sus primeros mapas, el grupo regresó al río Mackenzie propiamente dicho, llegando a fuerte Franklin (actualmente Délı̨nę) en el Gran Lago del Oso el 5 de septiembre. En el transcurso de la temporada de 1825, el grupo había viajado 9339 km.

### Invierno

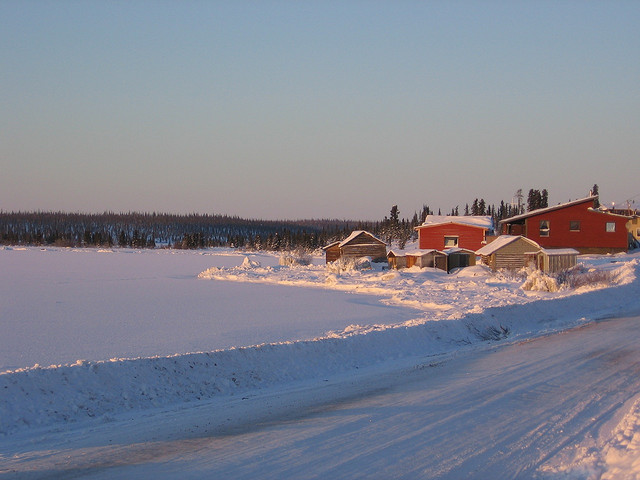
Délı̨nę en los Territorios del Noroeste, construido en el sitio de Fort Franklin

El invierno de 1825-1826 transcurrió relativamente sin incidentes. El 8 de septiembre, Franklin envió a dos hombres al Gran Lago del Esclavo para informar del progreso de la expedición y recoger las cartas enviadas por la Corona. Los suministros fueron proporcionados por los indios chipewyan y dogrib. Con octubre llegaron las primeras heladas y las nieves; fue en esa época, justo antes de que comenzara a formarse hielo en el lago, cuando la pesca fue más productiva. Según Franklin, se capturaban varios cientos de peces diariamente, la mayoría de los cuales se congelaron hasta la primavera siguiente.
Los del Fort Franklin eran visitados con frecuencia por las Primeras Naciones locales. En una de esas ocasiones, el 18 de diciembre, la esposa de uno de los cazadores dogrib llevó a su hija al fuerte en busca de consejo sobre su enfermiza condición. A pesar de los esfuerzos de los europeos, la niña murió, provocando un gran dolor a la madre. Las Primeras Naciones y los europeos celebraron juntos la Navidad el 25 de diciembre. El 1 de enero se registró la temperatura más fría de la temporada, −45 C. El mes de febrero trajo ansiedad a la partida ya que su producción pesquera disminuyó considerablemente. Desde entonces, la carne seca del grupo se había agotado y la escasa dieta de pescado provocó que varios de ellos sufrieran diarrea.[cita requerida]
Como consta en el diario de Franklin, durante el invierno de 1825-1826, para pasar el tiempo, los hombres jugaron un juego muy similar al hockey sobre hielo moderno. En una entrada separada, Franklin señaló que "skating" (patinar) era una de las diversiones invernales que disfrutaban sus hombres. Se desconoce si el uso de patines sobre hielo se combinó o no con el juego; si los dos se combinaran, esto convertiría a Fort Franklin (Délı̨nę) en el primer lugar documentado donde se jugó hockey sobre hielo, y también en el primer uso conocido de la palabra «hockey» en referencia al deporte moderno.
El hielo del Gran Lago del Esclavo comenzó a romperse el 23 de mayo, pero con esto llegó la amenaza constante de los mosquitos, que Franklin calificó de «vigorosos y atormentadores». Cuando el invierno terminó, el grupo hizo un esfuerzo más concentrado para trazar la costa de Gran Lago del Esclavo. La más extensa de estas exploraciones fue realizada por Richardson y Kendall y duró del 10 de abril al 1 de mayo. En este punto, Franklin estaba disgustado con la presencia constante de los indios dogrib, afirmando que «continuaban merodeando por el fuerte, y sus tamborileos y cantos diarios sobre los enfermos, los chillidos de los niños y los berridos de los hombres y mujeres, resultó no ser una pequeña molestia». A principios de junio, Franklin comenzó a planificar más intensamente el viaje del grupo a la costa. Las embarcaciones que la compañía había construido durante el invierno fueron probadas el 15 de junio. Luego se dividieron los suministros y los hombres entre el destacamento occidental y el oriental, y una vez realizados los preparativos finales, el grupo partió de Fort Franklin en el solsticio de verano de 1826.

### Primavera y división de las partidas

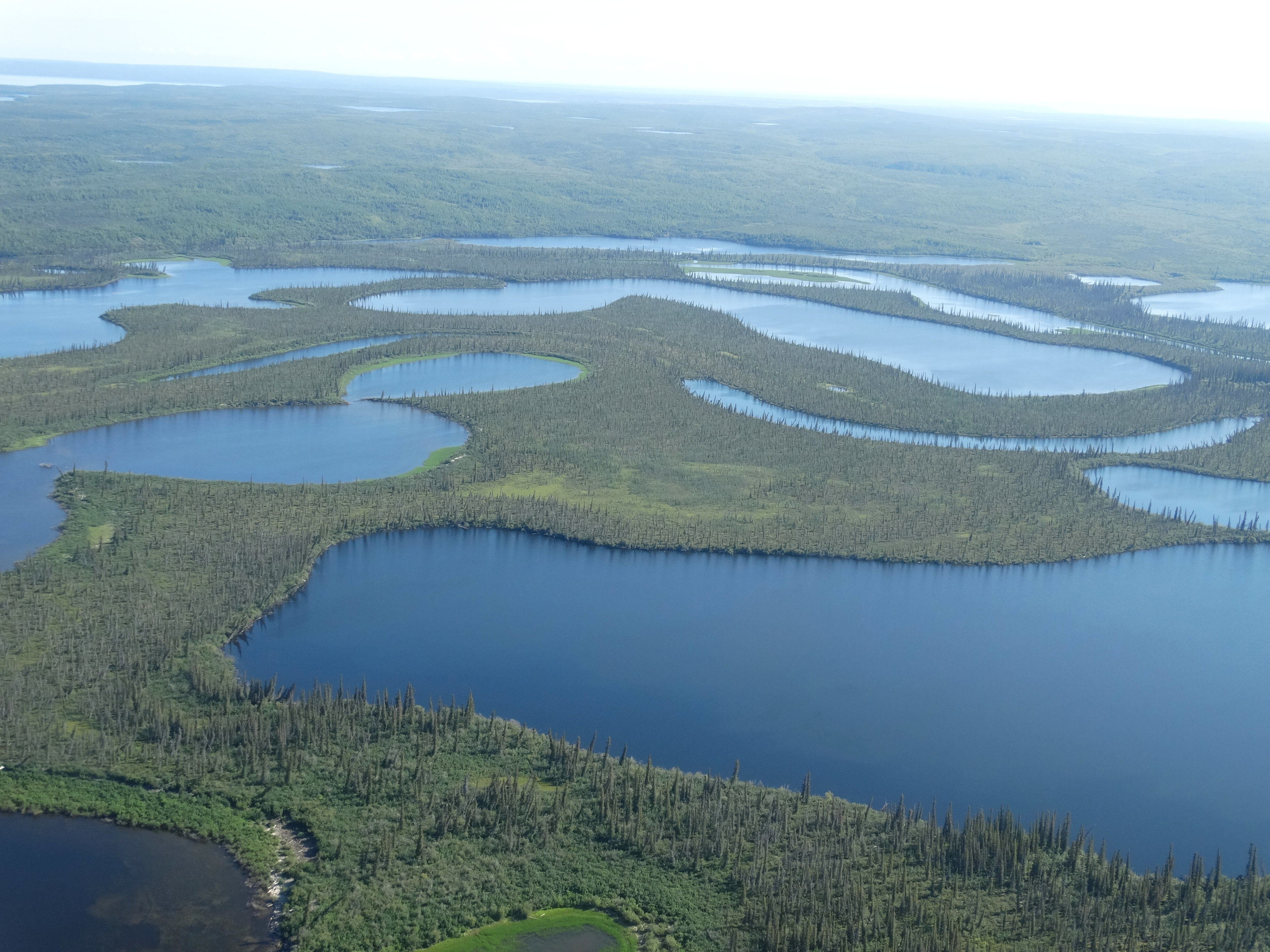
El delta del río Mackenzie

Los planes de la expedición para el siguiente verano eran ambiciosos. Franklin, al frente del destacamento occidental, tenía como objetivo llegar hasta cabo Icy, que había sido visitado previamente por James Cook en 1778. La partida de Richardson implicaría navegar por la costa del océano hasta la desembocadura del río Coppermine. Luego ascendería el río y cruzaría por tierra hasta el Gran Lago del Oso, idealmente llegando a Fort Franklin antes del inicio del invierno.
El grupo avanzó rápidamente en el descenso del río Mackenzie y alcanzó su delta a principios de julio. El destacamento occidental estaría formado por dos barcos, Lion y Reliance, comandados por Franklin y Back, respectivamente. El destacamento oriental estabao integrado por las embarcaciones Dolphin y Union, conmemoradas en el estrecho de Dolphin y Union. En la madrugada del 4 de julio, las partidas se dividieron.

#### Destacamento occidental

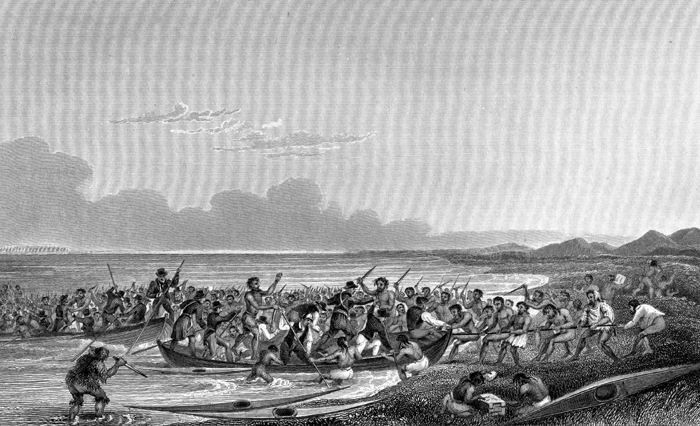
Ilustración de George Back de la colisión

El destacamento occidental rápidamente enfrentó dificultades de manos de los inuit. Cuando las embarcaciones quedaron encalladas debido a la poca profundidad del río, Franklin, mientras estimaba la longitud del lugar, descubrió un asentamiento inuit cercano. Después de ordenar a Back y a los demás que estuvieran preparados para tomar las armas en caso de que los inuit se mostraran hostiles, Franklin partió hacia el campamento, junto con el intérprete del grupo, Tattannoeuck (Augustus). El asentamiento, que albergaba a más de 250 personas, inicialmente recibió a los expedicionarios con vacilación. Cuando Franklin les explicó más tarde el beneficio que para su gente tendría de la supuesta ruta marítima conocida como el Paso del Noroeste, se volvieron más cordiales. Poco después, sin embargo, los inuit, deseando el cargamento del grupo, saquearon el Lion y el Reliance. Después de un altercado que duró varias horas, Tattannoeuck, que había abandonado la embarcación hasta la orilla para hablar con los inuit, la marea subió y los dos barcos partieron; Franklin ordenó que ninguno de los inuit los siguiera bajo pena de recibir un disparo. Posteriormente designó el área donde había ocurrido el conflicto como 'Pillage Point.
.
Durante el resto de la temporada, gran parte del viaje del grupo se vio obstaculizado por el mal tiempo y el hielo marino. El 9 de julio, el grupo volvió a entrar en contacto con los inuit; este encuentro fue mucho más cordial. Franklin preguntó cuál era la fecha habitual en la que se rompía el hielo y los grupos intercambiaron regalos. Según Franklin, el grupo inuit, que contaba con 48 personas, tenía una alta proporción de ancianos, todos ellos muy activos y que parecían gozar de excelente salud, aunque casi todos padecían algún grado de ceguera por la nieve. Cuando les informaron del encuentro anterior, estos inuit condenaron el ataque.
El 15 de julio se llegó a la desembocadura del río Babbage; poco después, apareció a la vista la isla Herschel. El 17 de julio, el grupo puso un pie en la isla, donde entraron en contacto con más inuit. Los viajes hacia el oeste a lo largo de la costa ártica eran arduos: las temperaturas rara vez superaban los 6 C y las ráfagas de viento con frecuencia volcaban las tiendas de campaña de los expedicionarios, dificultando el refugio de la lluvia. La niebla constante oscurecía la visibilidad y Franklin describió a los mosquitos como «torturantes». En un momento dado, Tattannoeuck (Augustus) sufrió un ataque de hipotermia después de precipitarse a un lago helado en busca de un reno. Le dieron mantas y chocolate para calentarse, pero a la mañana siguiente todavía sentía dolor en las extremidades.
El 30 de julio, el grupo había entrado en las aguas del actual estado de Alaska. Llegaron a Brownlow Point el 5 de agosto. En las semanas siguientes, Franklin se mostró reacio a continuar con el objetivo de la expedición de llegar a Icy Cape. El 16 de agosto, al darse cuenta de que el verano estaba llegando a su fin y de que la navegabilidad del resto de la ruta del grupo se vería amenazada por unas condiciones cada vez peores, Franklin decidió regresar hacia la desembocadura del Mackenzie. Sin embargo, sin que él lo supiera, un grupo exploratorio del barco de Beechey se encontraba a sólo 257 km al oeste, lo que, con el ritmo promedio del grupo, podría haberse alcanzado en menos de una semana. Según Franklin, si hubiera sabido que el barco de Beechey estaba a sólo seis días, «ninguna dificultad, peligro o circunstancia desalentadora debería haberle [impedido] reunirse con Beechey. Sin embargo, no se dio cuenta de la proximidad de Beechey y optó por regresar al Mackenzie.
El viaje hacia el este transcurrió relativamente sin incidentes, pero el hielo marino y el viento continuaron representando una seria amenaza para los expedicionarios. El grupo desembarcó nuevamente en la isla Herschel el 26 de agosto. Los encuentros con los inuit ocurrieron casi a diario; el 29 de agosto, un grupo de inuit informó a Franklin que el grupo de Richardson había sido visto limpiando el delta del río Mackenzie y había escapado por poco de otro intento de los inuit de saquear sus embarcaciones. Más tarde lo alarmó un grupo de inuit que irrumpió en el campamento de la partida y les informó que un grupo inuit rival estaba en camino con la intención expresa de masacrar al grupo y robar sus pertenencias. Este grupo, denominado por Franklin Mountain Indians (indios de las montañas), supuestamente había planeado esperar su probable regreso a la desembocadura del río Mackenzie. Con el pretexto de ayudar a los europeos a navegar por el río, los indios de las montañas se anclarían en sus botes, haciéndolos incapaces de escapar a aguas más profundas; luego, un grupo mayor saldría corriendo de un escondite predeterminado y atacaría. Los inuit advirtieron a Franklin que a partir de entonces solo acampara en islas que estuvieran fuera del alcance de los disparos. Más tarde supuso que los indios de las montañas habían sido armados gracias al comercio realizado con los rusos, a quienes aparentemente se les prohibía comerciar con cualquier grupo inuit.[cita requerida]

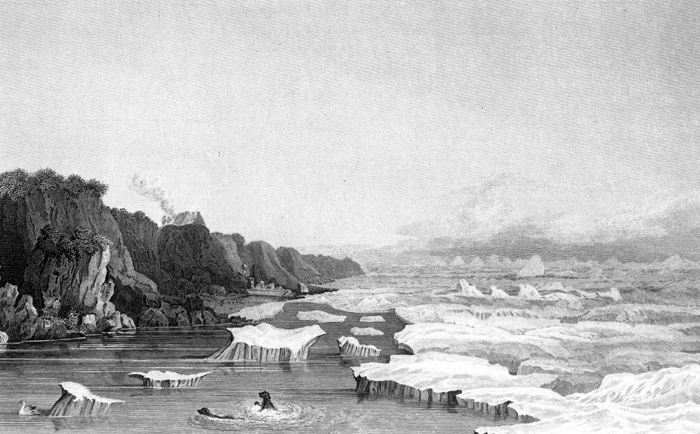
El hielo marino detiene con frecuencia al Lion y al Reliance

En septiembre, el grupo ascendía por el río Mackenzie y el 4 de septiembre había llegado a Point Separation, donde los dos destacamentos se habían dividido originalmente. Recuperaron un pequeño depósito de suministros, almacenado por el grupo en julio anterior, antes de seguir adelante. Se llegó a la desembocadura del río Great Bear el 16 de septiembre; cinco días después, se llegó a Fort Franklin. En el transcurso de su viaje, el grupo occidental había recorrido una distancia total de 3296 km en 80 días, con una distancia promedio de aproximadamente 41 km por día.

#### Destacamento oriental

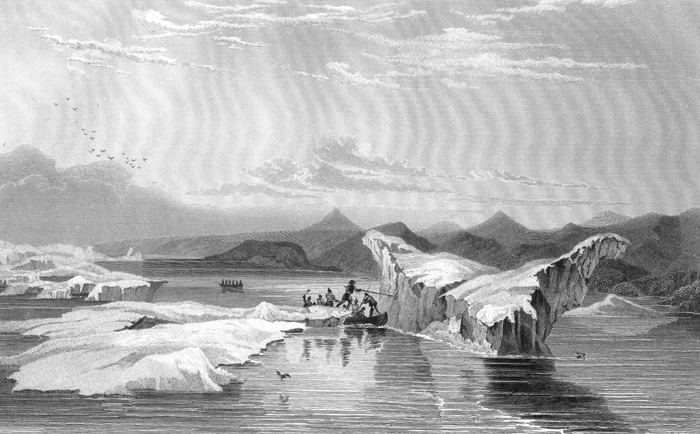
El Dolphin bajo la amenaza del hielo marino

El destacamento oriental, formado por doce individuos, avanzó río abajo por el Mackenzie y, finalmente, hasta mar abierto. Los encuentros con los inuit fueron relativamente amistosos y la tarea de interpretación se encomendó al compañero inuit del grupo, Ooligbuck.
Tras atravesar el laberinto de islas que componen el delta del Mackenzie, se llegó a mar abierto el 7 de julio. Ese mismo día, se encontró con una banda de inuit. Sofocando sus temores iniciales presentando obsequios, Richardson estableció relaciones con el grupo, pero encontró su disposición descortés. Ooligbuck, aparentemente desconfiando de la banda, instó a Richardson a partir; al hacerlo, el grupo fue seguido por los inuit. Estos encuentros se mantuvieron casi constantes hasta el 20 de julio, cuando se vio al último grupo de inuit antes de que el grupo llegara al Coppermine.
Los días siguientes se pasaron rodeando la costa muy accidentada; el progreso se veía obstaculizado por la presencia constante de hielo marino. El 4 de agosto, apareció a la vista una gran masa de tierra al norte, que Richardson denominó Wollaston Land. En realidad, esta tierra era en realidad una península meridional de la isla Victoria, la segunda isla más grande del archipiélago ártico. Esta fue la primera vez que un europeo vio la isla. Alcanzaron el golfo de la Coronación el 6 de agosto, tras lo cual el grupo giró hacia el sur hasta llegar a la desembocadura del Coppermine. Fue en ese punto donde Richardson cruzó hacia un territorio ya cartografiado durante la expedición anterior de Franklin.

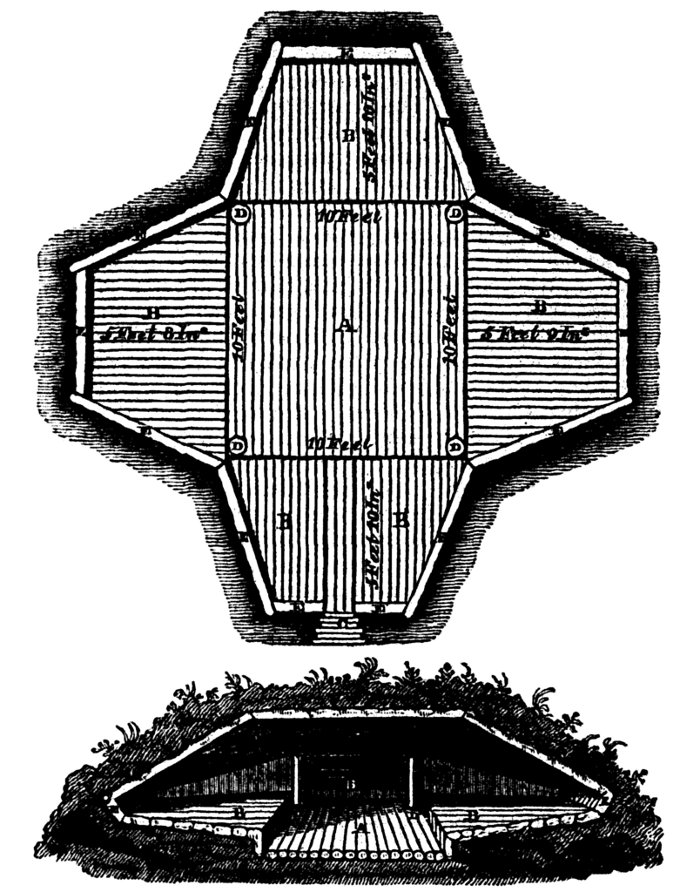
Sección transversal de una vivienda inuit interpretada por Richardson. El cuadrado central tiene una longitud lateral de 3 m

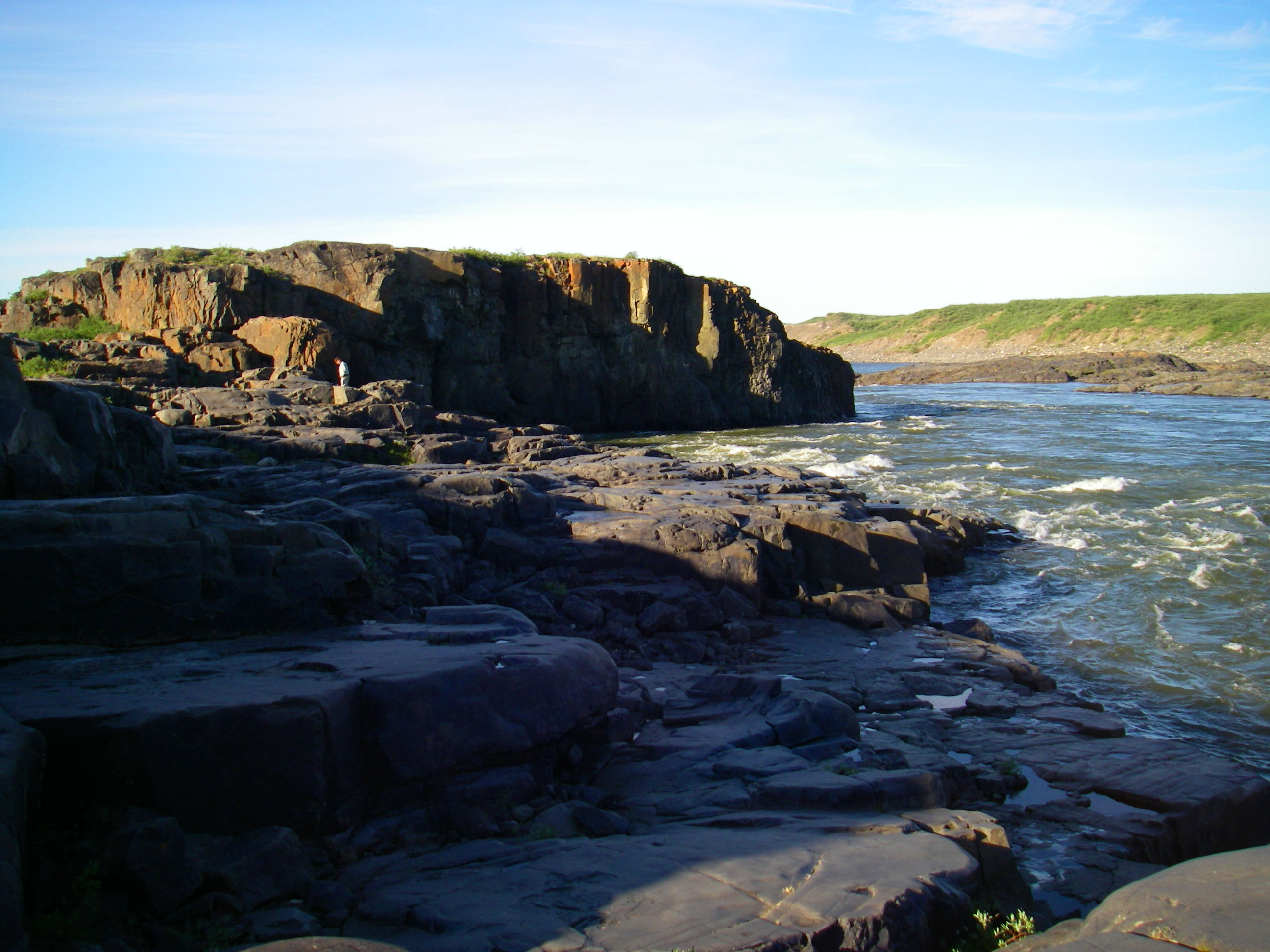
Cascadas Bloody ('sangrientas') el río Coppermine

El grupo llegó a la desembocadura del río Coppermine el 8 de agosto y al día siguiente comenzó a remontar el río. En ese momento el río corría extremadamente bajo, a veces hasta el punto de dificultar el viaje de sus embarcaciones. Después de pasar las cascadas Bloody, Richardson consideró que el resto del curso del Coppermine no era apto para la navegación en botes. Por ello decidió que el Dolphin y el Union se quedarían atrás y el grupo continuaría a pie. A cada hombre se le asignaron 9 kg de pemmican, además de paquetes de macarrones, una mezcla de sopa seca, chocolate, azúcar y té. Además, el grupo llevaba una embarcación portátil, mantas, armas, zapatos y municiones de repuesto; redes de pesca, teteras y hachas. Cuando se dividió entre el grupo, esta carga llegó a un peso de 33 kg por hombre. Richardson temía que transportar tanto peso resultara demasiado arduo y aseguró a los hombres que cuando progresaran lo suficiente se detendrían y examinarían la necesidad de transportar ciertos artículos. Todo lo que no fue llevado por el grupo fue guardado en tiendas de campaña marcadas con una Union Jack para el uso de una futura fuerza expedicionaria.
La marcha hacia el Gran Lago del Oso comenzó el 10 de agosto. Richardson planeó seguir el Coppermine hasta su unión con las montañas Copper. Desde allí caminarían en línea más o menos recta hasta llegar al río Dease, que luego descenderían hasta su desembocadura en el Gran Lago del Oso. Muchos miembros del grupo no estaban acostumbrados a transportar cargas tan pesadas, pero al examinar las existencias del grupo, Richardson encontró poco que considerara lo suficientemente superfluo como para descartarlo. Finalmente decidió abandonar el bote portátil y cinco de los rifles del grupo, reduciendo la carga de cada hombre en 7 kg. Aun así, el grupo rara vez viajaba a un ritmo superior a 3 km/h.
A pesar de sus cargas reducidas, muchos miembros del grupo estaban agotados al final de cada día. Richardson atribuyó gran parte de su esfuerzo al cambio frecuente de elevación y al suelo esponjoso y húmedo y a la consiguiente ausencia de una base segura. La partida se acomodó más a sus cargas en los días siguientes y pronto estableció un ritmo más productivo.
En la noche del 15 de agosto, el grupo se encontró con un grupo de Primeras Naciones que los llevaron a la cabecera del río Dease. Poco después, apareció a la vista una cadena de colinas particulares de la costa norte del Gran Lago del Oso, y el lago en sí fue avistado el 18 de agosto. A partir de ese momento, Richardson debía esperar a un explorador desde Fort Franklin a quien se le había ordenado que partiera del fuerte el 6 de agosto hasta la desembocadura del río Dease y esperara allí al grupo de Richardson. Después de enviar excursiones de caza para ampliar la despensa de la expedición en preparación de su avance hacia Fort Franklin, el 21 de agosto, Richardson y el grupo de exploración se unieron. Después de remar a lo largo de la costa del Gran Lago del Oso, alcanzaron Fort Franklin el 1 de septiembre, casi dos semanas antes que el destacamento occidental.
El destacamento oriental había viajado 3197 km en el transcurso de 60 días, lo que equivale a un promedio de 53 km por día. A lo largo del viaje se cartografiaron un total de 1452 km de nueva costa.

### Segundo invierno y partida
Durante la ausencia del grupo de Fort Franklin, a los que aún habitaban la vivienda se les ordenó hacer reparaciones, que se completaron cuando llegó Franklin. Sin embargo, a su llegada, Franklin se preocupó por el agotamiento de las reservas de alimentos del fuerte y envió a Kendall a requisar algunos alimentos y otros suministros de Fort Norman. Kendall regresó al fuerte el 8 de octubre, llevando abundante comida y otros suministros, que fueron de particular beneficio para el destacamento oriental, que se había visto obligado a sacrificar gran parte de su equipo durante su cruce por tierra entre los ríos Coppermine y Dease.
El segundo invierno del grupo ofreció pocos acontecimientos destacados. A mediados de noviembre, el hielo del Gran Lago del Oso lo hizo innavegable. A principios de enero, las temperaturas bajaron a −47 C y en febrero a −50 C. La despensa del fuerte en ese momento constaba de unas decenas de miles de pescado y casi 11 toneladas de carne. Franklin intentó salir del fuerte mucho antes que en la temporada anterior. Abandonó el fuerte el 20 de febrero, llevando la mayoría de sus suministros, incluidos todos los mapas, diarios y dibujos de la expedición, en un trineo, mientras que Back permanecería en el fuerte hasta la ruptura del hielo, después de lo cual continuaría a la York Factory y de allí a Inglaterra en un barco de la Compañía de la Bahía de Hudson.
Franklin y su compañía viajaron hacia el sur a través de la taiga, llegando a Fort Chipewyan el 12 de abril y luego a Cumberland House el 18 de junio. Fue allí donde Franklin y Tattannoeuck (Augustus) se separaron; este último derramó lágrimas al separarse y pidió ser informado de cualquier otra expedición al Ártico a la que pudiera unirse. Llegaron a Nueva York en agosto, y el 1 de septiembre, Franklin partió de América del Norte en un barco de carga con destino a Liverpool, a donde llegó el 26 de septiembre, mientras que Back y los demás oficiales llegaron a Gran Bretaña en octubre. En ese momento concluyó la segunda expedición de Franklin.

## Consecuencias

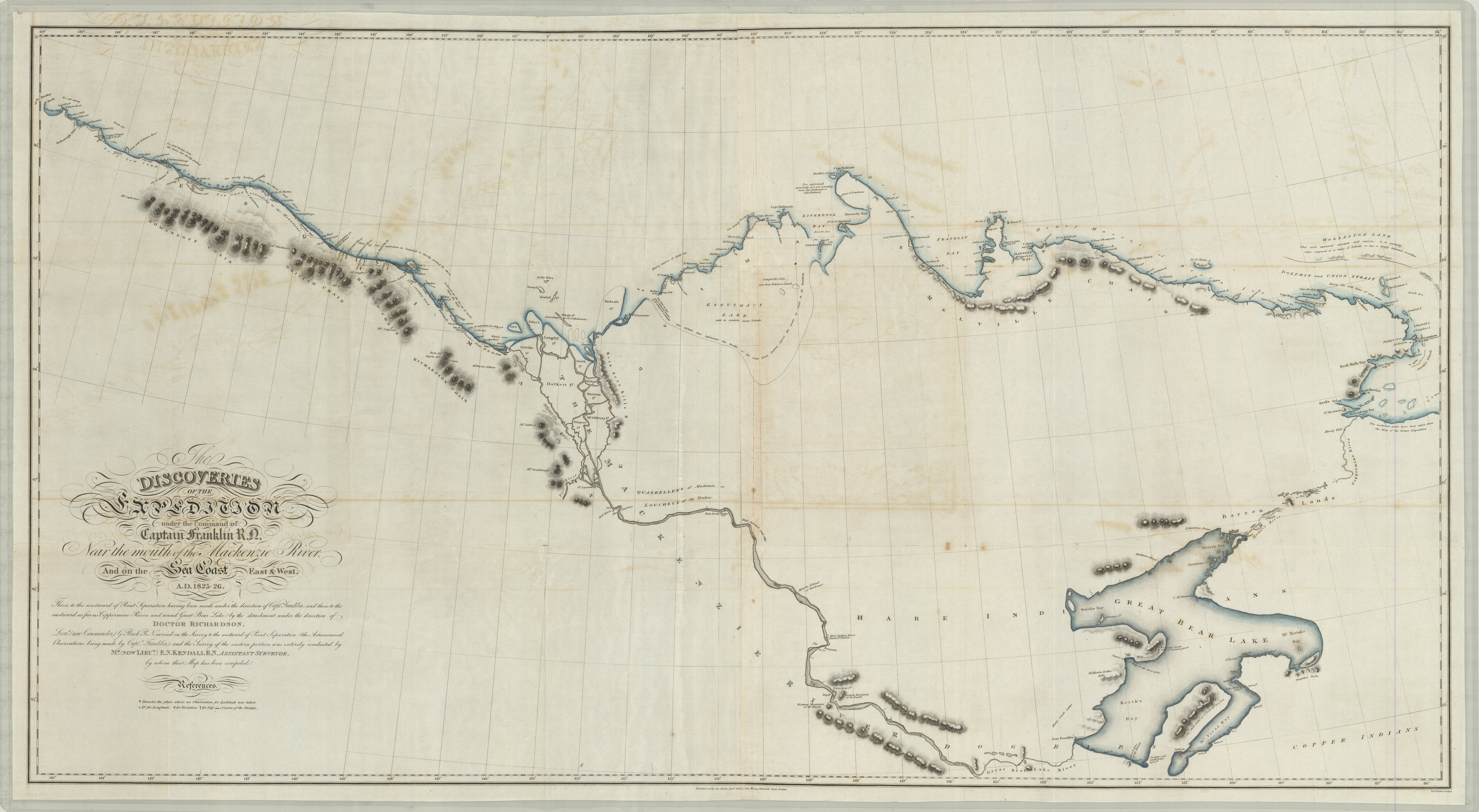
Mapa de Franklin de los descubrimientos de la expedición

A su regreso a Gran Bretaña, Franklin fue elogiado como un héroe. En 1829 fue nombrado caballero por Jorge IV, y más tarde nombrado caballero comandante de la Orden Real Güélfica y caballero de la griega Orden del Redentor. Aunque Back había sido nombrado comandante en 1825, tras su regreso a Gran Bretaña, no pudo encontrar un nombramiento para un barco y estuvo desempleado hasta 1833.
En el transcurso de la expedición, Franklin y sus asociados viajaron casi 22 000 km y cartografiaron la mitad de la costa septentrional del continente. Esto fue un marcado contraste con la expedición anterior de Franklin, donde sólo se habían explorado 800 km antes de que el grupo se viera obligado a regresar.
El propio Franklin escribió más tarde sobre el contraste entre esta expedición y la anterior. Durante la separación del grupo en Point Separation, se dio cuenta del contraste entre su situación y la expedición anterior, escribiendo que "«era imposible no sorprenderse con la diferencia entre nuestro actual estado completo de equipo y aquel en el que nos habíamos embarcado»". nuestro anterior viaje desastroso. En lugar de una frágil canoa de corteza y un escaso suministro de alimentos, ahora estábamos a punto de comenzar el viaje por mar en excelentes barcos, provistos de provisiones para tres meses».
Franklin fue nombrado teniente gobernador de la tierra de Van Diemen en 1837, y dejó este cargo después de seis años. Dado que quedaban menos de 500 km de costa ártica sin cartografiar, Franklin, que entonces tenía 59 años, fue designado para liderar otra expedición en 1845. La expedición del Paso del Noroeste partió de Inglaterra en 1845 a bordo de los barcos HMS Erebus y HMS Terror. En el otoño de 1846, los barcos quedaron atrapados en el hielo en algún lugar del Estrecho Victoria, y Franklin y sus 128 hombres desaparecieron. Durante la investigación del Almirantazgo sobre la expedición perdida de Franklin, de la que Back era miembro, se enviaron varios grupos de búsqueda, los cuales finalmente no tuvieron éxito. Los restos del Erebus y del Terror fueron encontrados frente a la isla King William en 2014 y 2016, respectivamente.

## Descubrimientos anteriores

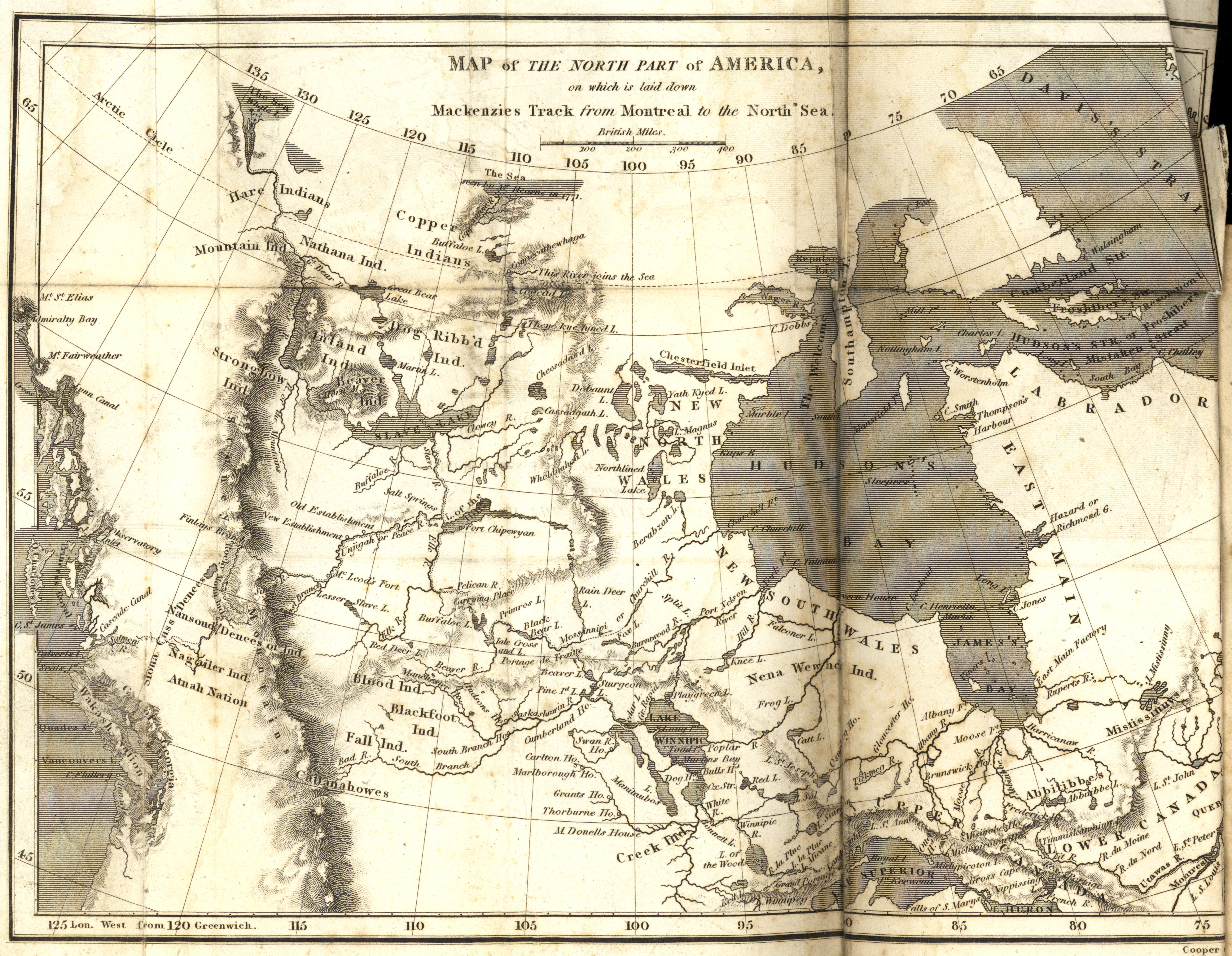
La ruta de Mackenzie desde Montreal al océano Ártico

Antes de la segunda expedición de Franklin, los europeos sólo habían visto la desembocadura del río Mackenzie en una ocasión. En 1789, el explorador escocés Alexander Mackenzie descendió el río con la esperanza de que condujera al océano Pacífico. Bajo el empleo de la Compañía del Noroeste, Mackenzie pasó el verano de 1789 descendiendo el río y llegó a su desembocadura el 14 de julio. En la mente de Mackenzie, habiendo llegado al océano equivocado, retrocedió decepcionado y regresó a Gran Bretaña, donde sus esfuerzos no fueron ampliamente reconocidos. Mackenzie luego dirigió el primer cruce por tierra de América del Norte, llegando a la costa occidental de la Columbia Británica en 1793.
En 1771, Samuel Hearne cruzó por tierra desde la bahía de Hudson y llegó al nacimiento del río Coppermine en julio. Descendió el río hasta el golfo de la Coronación, marcando la primera vez que un europeo llegaba al océano Ártico por tierra.
Durante el tercer viaje de James Cook este trazó un mapa de gran parte de la costa occidental de América del Norte, incluida la epónima ensenada del Cook Inlet en Alaska. Llegó al cabo Icy, el objetivo final del destacamento occidental de Franklin, en agosto de 1778. Cook lo llamó así por las grandes cantidades de hielo a lo largo de la costa del cabo.